# Behren (Sprakensehl)
Behren ist ein Ortsteil der Gemeinde Sprakensehl im Landkreis Gifhorn in Niedersachsen.

## Geographie und Verkehrsanbindung
Behren liegt im Osten der Südheide und äußersten Norden des Landkreises Gifhorn.
Einige hundert Meter westlich von Behren verläuft die Bundesstraße 4, die von Behren über die Landesstraße 265 erreichbar ist. In östlicher Richtung führt die Landesstraße 265 nach Bokel und weiter in den Landkreis Uelzen. Linienbusse fahren an Schultagen von Behren nach bis nach Bokel, Hankensbüttel und Groß Oesingen.

## Geschichte

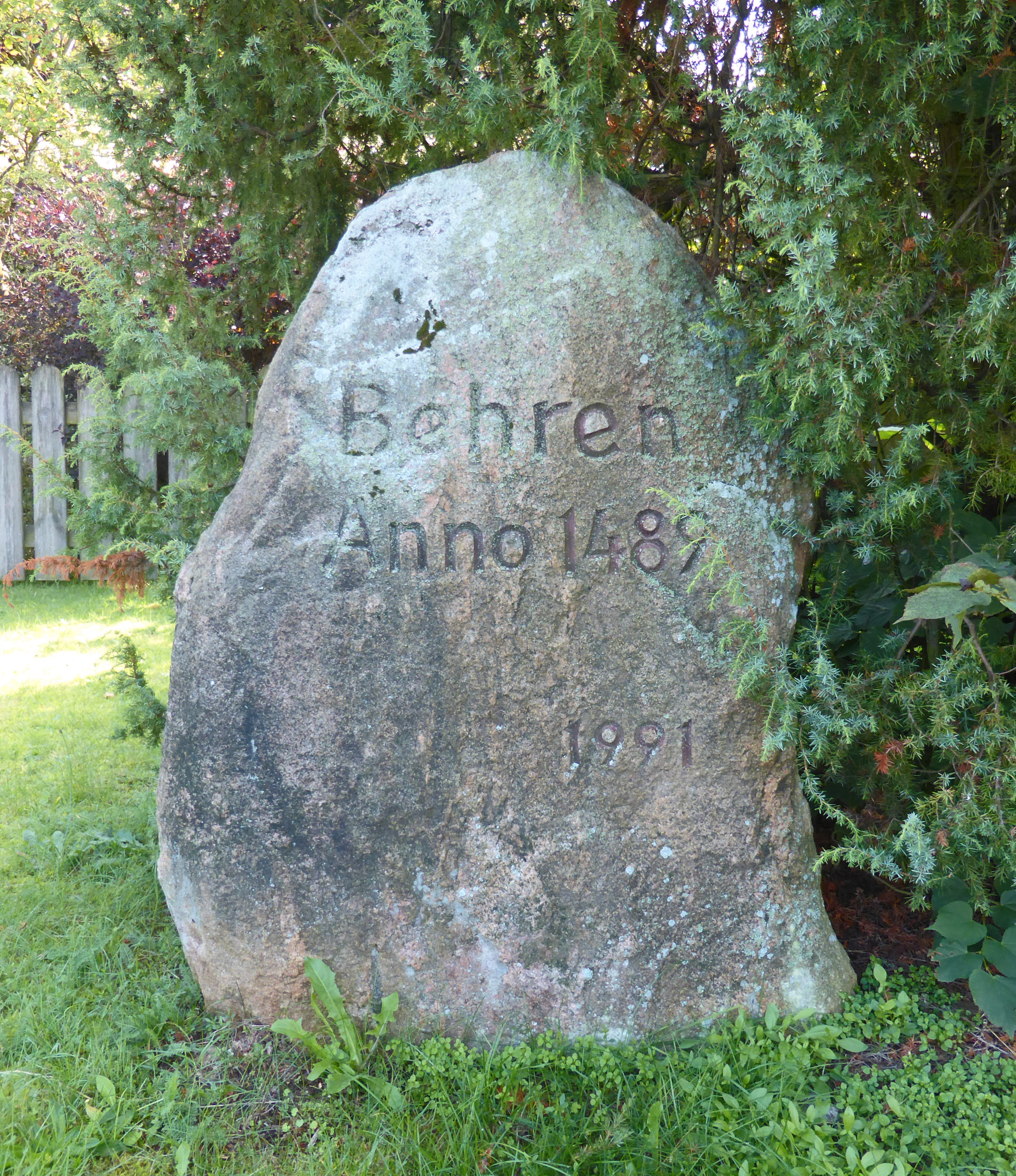
Gedenkstein

Im Jahre 1489 erfolgte die erste bekannte Erwähnung von Behren.
In der Franzosenzeit gehörte Behren zum Distrikt Uelzen im Departement der Aller des Königreichs Westphalen. 1885 wurde der Kreis Isenhagen gegründet, dem Behren angehörte. Zuvor gehörte Behren zum Amt Isenhagen.
1910 lebten in Behren 69 Einwohner. Seit 1928 gehört Behren zur Gemeinde Sprakensehl. 1932 wurde der Kreis Isenhagen aufgelöst, seitdem gehört Behren zum Landkreis Gifhorn.
Um 2008 hatte Behren rund 160 Einwohner.

## Sehenswürdigkeiten

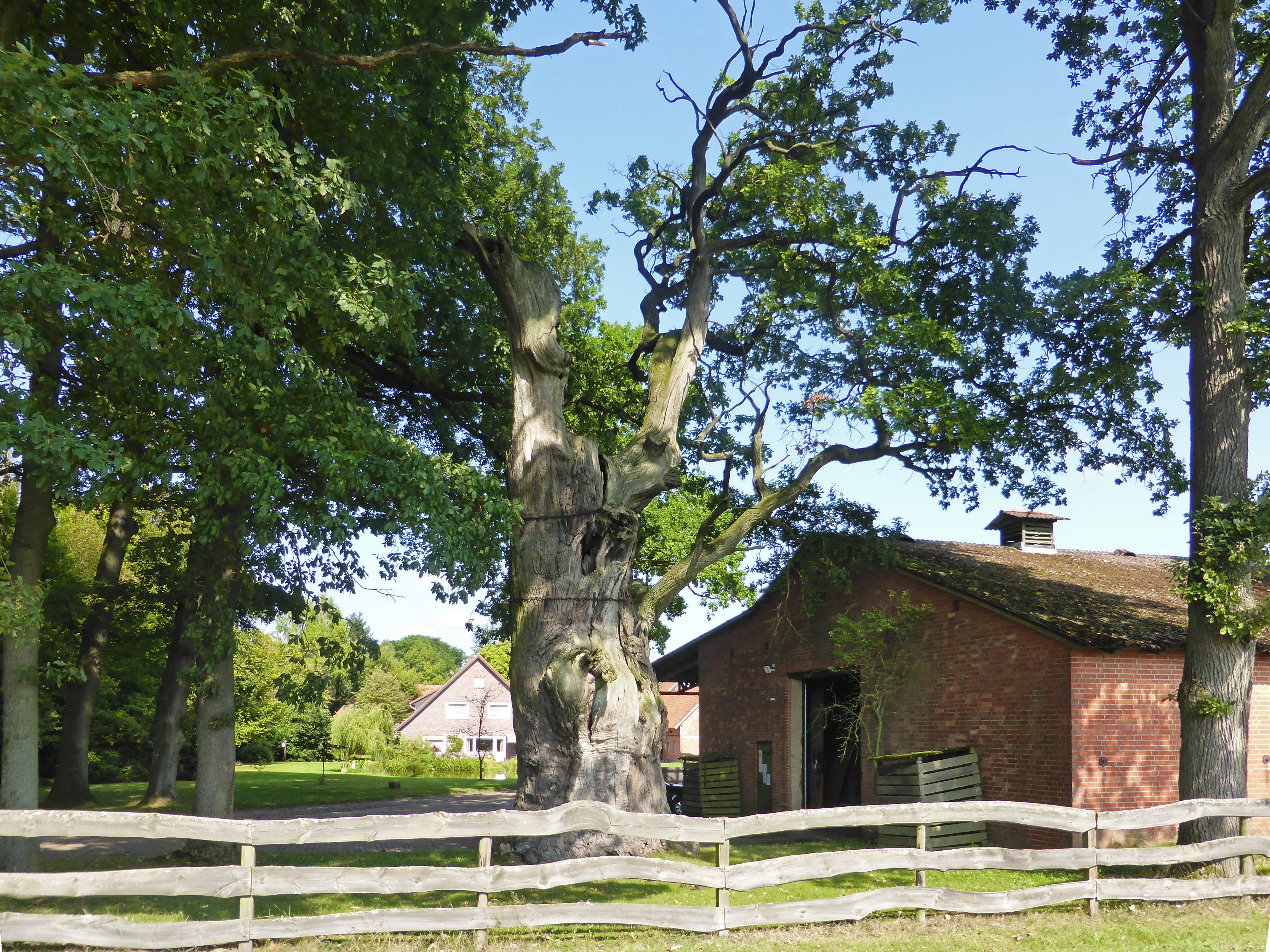
1000-jährige Eiche

Die 1000-jährige Eiche am Eichenweg ist die älteste Eiche im Landkreis Gifhorn und das Wahrzeichen von Behren.
Rund zwei Kilometer östlich der Ortslage Behren steht der Sender Behren-Bokel, der zum Zeitpunkt seiner Fertigstellung 1961 mit 323 Meter Höhe das höchste Bauwerk in der Bundesrepublik Deutschland war.
Das Dorf ist von ausgedehnten Waldgebieten umgeben, die zum Wandern und Fahrradfahren einladen. Rund drei Kilometer nordöstlich von Behren befindet sich das Naturschutzgebiet Bullenkuhle und der historische Treppenspeicher von 1534 auf dem Hof Günne, rund vier Kilometer östlich von Behren das Naturschutzgebiet Bokeler Heide.

## Infrastruktur
In Behren stehen ein Postbriefkasten und ein Spiel- und Bolzplatz zur Verfügung. Zur Freiwilligen Feuerwehr Sprakensehl gehört die Ortsgruppe Behren, sie nutzt als Feuerwehrhaus ein Gebäude der Firma Scheerer. Die Revierförsterei Behren untersteht dem Forstamt Unterlüß.
Die Poststelle sowie die einzige Gaststätte, das Gasthaus von Heinrich Düvel, dem auch ein Lebensmittelgeschäft angeschlossen war, wurden geschlossen. Einkaufsmöglichkeiten des täglichen Bedarfs und Gastronomie sind in Behren nicht mehr vorhanden.

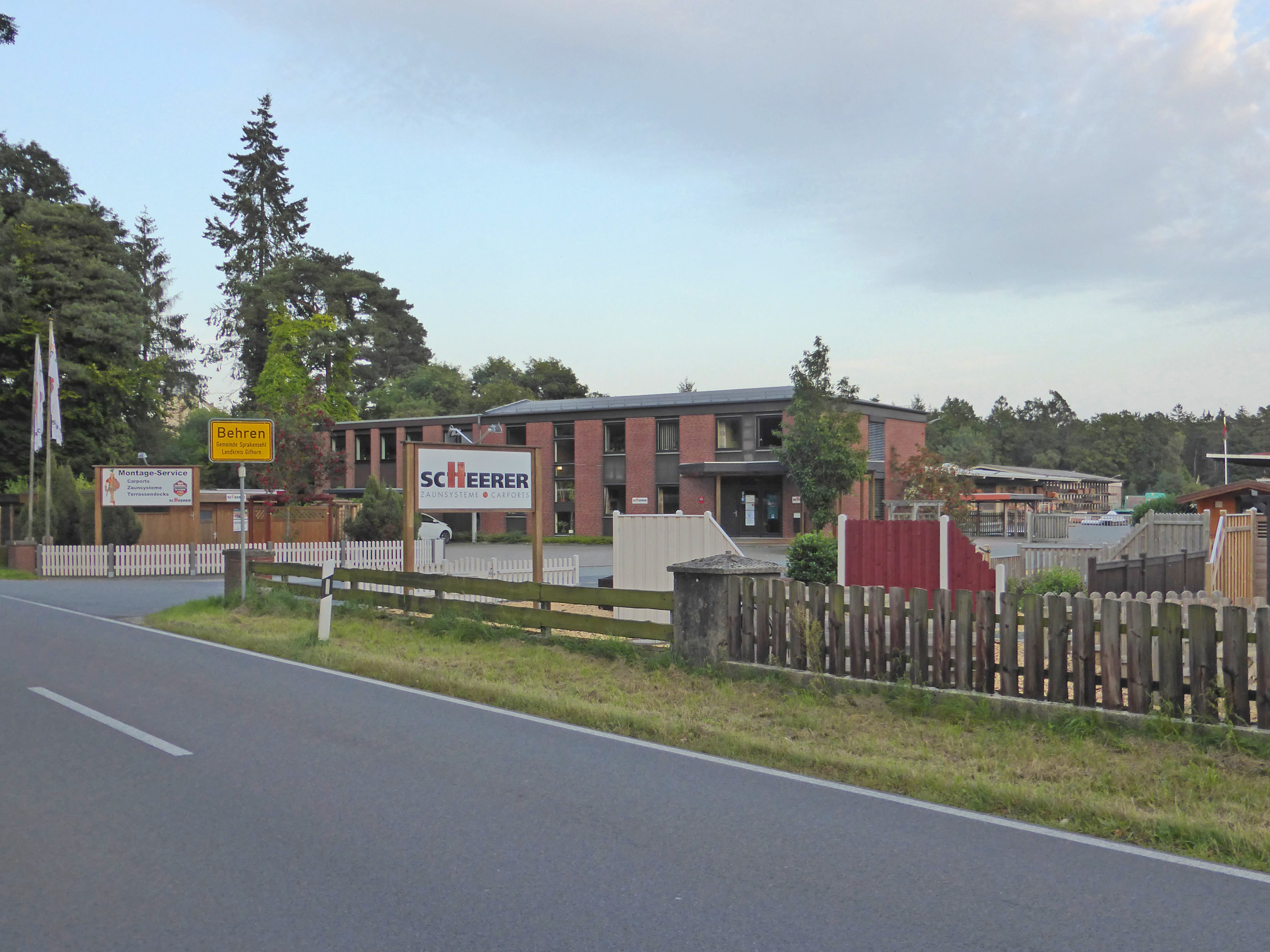
Teilansicht der Erich Scheerer GmbH

Größtes Unternehmen in Behren ist die Erich Scheerer GmbH, die als holzverarbeitender Betrieb Zäune, Carports und Sichtschutzwände produziert. Das Unternehmen wurde 1920 in Neutrebbin (heute Brandenburg) von Erich Scheerer gegründet und fertigt seit 1930 Zäune. Nach Ende des Zweiten Weltkriegs wurde 1948 in Behren die Zaunproduktion mit zunächst 3 Mitarbeitern wieder aufgenommen. Das Unternehmen ist bis heute in Familienbesitz und hat heute rund 90 Beschäftigte.
Ein Gotteshaus ist in Behren nicht vorhanden. Evangelisch-lutherische Einwohner gehören zur Christophoruskirche (Sprakensehl). Katholiken gehören zur St.-Marien-Kirche im rund 20 Kilometer entfernten Wittingen, näher gelegen ist jedoch die St.-Bonifatius-Kirche im rund 14 Kilometer entfernten Bad Bodenteich.